# Indianapolis Grand Prix 1957
Indianapolis Grand Prix 1957 var Indianapolis 500-loppet 1957 och det tredje av åtta lopp ingående i formel 1-VM 1957. 

## Resultat
1. Sam Hanks, George Salih (Epperly-Offenhauser), 8 poäng
2. Jim Rathmann, Lindsey Hopkins (Epperly-Offenhauser), 6+1
3. Jimmy Bryan, A E Dean (Kuzma-Offenhauser), 4
4. Paul Russo, Novi Racing Corp (Kurtis Kraft-Novi), 3
5. Andy Linden, Kalamazoo Sports Inc (Kurtis Kraft-Offenhauser), 2
6. Johnny Boyd, George Bignotti (Kurtis Kraft-Offenhauser)
7. Marshall Teague, Chapman S Root (Kurtis Kraft-Offenhauser)
8. Pat O'Connor, Chapman S Root (Kurtis Kraft-Offenhauser)
9. Bob Veith, Bob Estes (Phillips-Offenhauser)
10. Gene Hartley, Joseph Massaglia Jr (Lesovsky-Offenhauser)
11. Jack Turner, Pat Clancy (Kurtis Kraft-Offenhauser)
12. Johnny Thomson, Racing Associates (Kuzma-Offenhauser)
13. Bob Christie, Cars Inc (Kurtis Kraft-Offenhauser)
14. Chuck Weyant, Pete Salemi (Kuzma-Offenhauser)
15. Tony Bettenhausen, Novi Racing Corp (Kurtis Kraft-Novi)
16. Johnnie Parsons, Chapman S Root (Kurtis Kraft-Offenhauser)
17. Don Freeland, Ansted Rotary Corp (Kurtis Kraft-Offenhauser) &sup

### Förare som bröt loppet
- Jimmy Reece, Fred & Richard Sommer (Kurtis Kraft-Offenhauser) (varv 182, gasspjäll)
- Don Edmunds, Roy McKay (Kurtis Kraft-Offenhauser) (170, snurrade av)
- Johnnie Tolan, Lysle Greenman (Kuzma-Offenhauser) (138, koppling)
- Al Herman, Harry Dunn (Dunn-Offenhauser) (111, olycka)
- Fred Agabashian, George Bignotti (Kurtis Kraft-Offenhauser) (107, bränsleläcka)
- Eddie Sachs, Peter Schmidt (Kuzma-Offenhauser) (105, bränsleläcka)
- Mike Magill, George Walther Jr (Kurtis Kraft-Offenhauser) (101, olycka)
- Eddie Johnson, H A Chapman (Kurtis Kraft-Offenhauser) (93, hjullager)
- Bill Cheesbourg, J S Donaldson (Kurtis Kraft-Offenhauser) (81, bränsleläcka)
- Al Keller, Pat Clancy (Kurtis Kraft-Offenhauser) (75, olycka)
- Jimmy Daywalt, H H Johnson (Kurtis Kraft-Offenhauser) (53, olycka)
- Ed Elisian, Kalamazoo Sports Inc (Kurtis Kraft-Offenhauser) (51, bröt loppet)
- Rodger Ward, Roger Wolcott (Lesovsky-Offenhauser) (27, kompressor)
- Troy Ruttman, John Zink (Watson-Offenhauser) (13, motor)
- Elmer George, Ernest L Ruiz (Kurtis Kraft-Offenhauser) (0, olycka)
- Eddie Russo, Fred Sclavi (Kurtis Kraft-Offenhauser) (0, olycka)